# 大月景秀
大月 景秀（おおつき かげひで）は、戦国時代から安土桃山時代にかけての武将。朝倉氏の家臣。医師。

## 略歴
大月家の家譜によれば、景秀は越前国吉田郡志比谷市野々村に居住していたが、朝倉掃部の妹を娶ったことで朝倉氏の家臣になったという。
永禄5年（1562年）、京都より下向した大覚寺義俊を慰めるために催された曲水宴にも朝倉家臣としての名が見え、永禄11年（1568年）5月、足利義昭の朝倉館訪問時には中門の警護を行った。
天正元年（1573年）8月、朝倉氏滅亡後は薙髪して善隆と名を改め、北庄にて産前産後の妙薬「万金丹」を創製・販売して好評を博した。同年11月8日、死去。その後、大月家は代々医術を業とする大月斎庵として現在に至っている。